# 수현 (배우)
수현(본명: Claudia Kim, 김수현, 1985년 1월 25일 ~ )은 대한민국의 배우, 모델이다.

## 성장 과정
수현은 대기업의 해외 주재원으로 근무하는 아버지를 따라 5살 때 미국 뉴저지로 떠나 6년 동안 살았다. 중학교 시절 꿈은 국제변호사였으며, 고등학교 시절에는 TV 앵커로 바뀌었다. 당시 미국 CNN의 아시아 지역의 헤드라인 뉴스 앵커 《카루나 신쇼》를 보며 꿈을 키웠다. 앵커의 꿈을 이어가기 위해 유학을 마치고 이화여자대학교 국제학과에 입학했다. 교내 영자신문 '이화 보이스'에서 3년간 기자로 활동하며 기자나 아나운서가 되기를 원했다. 또한 《코리아 타임스》, 아리랑 TV에서 인턴 기자로 활동하기도 했다. 이 외에도 노래, 영화 등 여러 분야에 관심을 가졌고, 슈퍼모델 선발대회도 그런 차원에서 마지막 날 지원하게 되었다.

## 경력
2005년 한·중 슈퍼모델 선발대회에서 1위에 입상했다. 모델 활동을 한 번도 하지 않은 입상자는 수현이 처음이었다. 이후 독일 패션쇼에 참가하는 등 관심을 가졌고, 비슷한 시기 연기를 하고 싶다는 생각에 연기 연습도 진행했다. 슈퍼모델 입상 후 많은 연예계 캐스팅 제의가 들어왔으나, 부모님의 반대와 더불어 앵커의 꿈을 이루기 위한 노력이 적지 않았기 때문에 고민에 빠졌다. 데뷔 전까지 국제변호사와 뉴스 앵커를 꿈꿨는데, 슈퍼모델 대회가 끝나고 나서 토익 시험에 응시해 990점 만점을 받았다.
슈퍼모델 대회가 끝난 후 아침 토크쇼에 출연한 수현을 본 오세강 PD가 국제변호사 역할에 어울리겠다며 출연 제의를 했고, 이를 계기로 2006년 11월 SBS의 드라마 《게임의 여왕》에 출연해 연예계에 데뷔했다. 수현은 극중 이신전(주진모)의 친구이자 그를 사랑하는 로펌 국제변호사 박주원 역을 맡았다. 이 드라마로 2006년 SBS 연기대상에서 뉴스타상을 받았다. 하지만 이를 끝으로 4년간 작품 활동을 하지 않았는데, 그사이 학교를 졸업하고 자신의 진로에 대해 진지하게 고민했다. 2007년 초까지 의류, 이동통신, 화장품, 가전제품 등 광고 모델 활동을 했고, 나머지는 학교 생활과 배우 활동을 고민하며 보냈다.
2010년 KBS 2TV 드라마 《도망자 플랜 B》를 통해 4년만에 작품에 출연했다. 이 시기 본명인 김수현으로 계속 활동하기에는 연예계 동명이인이 너무 많아 하나님의 불이라는 뜻의 유리엘이라는 예명으로 활동했다. 2011년 6월부터는 드라마 《로맨스 타운》에 황주원 역으로 출연했다. 또한 번역서 《그 여자의 방》을 출간했다. 2011년 말에는 드라마 《브레인》에 장유진 역으로 출연했다. 드라마 출연 직전 발음하기 어렵다는 이유로 예명 유리엘에서 본명인 김수현으로 다시 바꿔 활동을 시작했다. 2012년 4월부터 10일까지는 MBC 시트콤 《스탠바이》에 출연했고, 이 작품을 통해 2012 MBC 방송연예대상에서 코미디시트콤부문 여자우수상을 받았다. 2013년에는 드라마 《7급 공무원》에 김미래 역으로 출연했다.
2014년 3월 5일 영화 《어벤져스: 에이지 오브 울트론》 출연이 확정되면서 이름 또한 김수현에서 수현으로 바꿨다. 이후 2016년 MBC 드라마 《몬스터》에 유성애 역으로 캐스팅되었다.

## 작품 목록

### 영화
| 연도 | 제목                                  | 역할               | 비고 |
| ---- | ------------------------------------- | ------------------ | ---- |
| 2015 | 《어벤져스: 에이지 오브 울트론》      | 헬렌 조            |      |
| 2016 | 《이퀄스》                            | 안내원 음성        |      |
| 2017 | 《다크타워: 희망의 탑》               | 아라 캠피그넌      |      |
| 2018 | 《신비한 동물들과 그린델왈드의 범죄》 | 말레딕터스(내기니) |      |
| 2024 | 《보통의 가족》                       | 지수               |      |

### 드라마
| 연도    | 방송사  | 제목                         | 역할          | 비고    |
| ------- | ------- | ---------------------------- | ------------- | ------- |
| 2006    | SBS     | 《게임의 여왕》              | 박주원        | 20부작  |
| 2010    | KBS2    | 《도망자 플랜 B》            | 임소피        | 20부작  |
| 2011    | KBS2    | 《로맨스 타운》              | 황주원        | 20부작  |
| 2011~12 | KBS2    | 《브레인》                   | 장유진        | 20부작  |
| 2012    | MBC     | 《스탠바이》                 | 김수현        | 113부작 |
| 2013    | MBC     | 《7급 공무원》               | 김미래        | 20부작  |
| 2014    | Netflix | 《마르코 폴로》              | 쿠툴룬        | 21부작  |
| 2015    | Netflix | 《마르코 폴로 시즌2》        | 쿠툴룬        |         |
| 2016    | MBC     | 《몬스터》                   | 유성애        | 50부작  |
| 2021    | OCN     | 《키마이라》                 | 유진 해더웨이 | 16부작  |
| 2022    | tvN     | 《연예인 매니저로 살아남기》 | 수현          | 12부작  |
| 2023    | Netflix | 《경성크리처》               | 마에다 유키코 | 10부작  |
| 2024    | JTBC    | 《히어로는 아닙니다만》      | 복동희        | 12부작  |
| 2024    | Netflix | 《경성크리처 시즌 2》        | 마에다 유키코 |         |

### 웹예능
| 연도   | 방송사 | 제목              | 역할   | 비고 |
| ------ | ------ | ----------------- | ------ | ---- |
| 2024년 | 유튜브 | 나영석의 와글와글 | 게스트 | 11회 |

### 텔레비전
- 2015년 《Before the Show》 ... 나레이션

## 광고
- 2006년 KTF
- 2007년 SHOW
- 2007년 삼성전자 지펠
- 2008년 현대약품
- 2011년 한국GM 쉐보레 말리부

## 수상 목록
| 연도 | 시상식                     | 부문                           | 작품             | 결과 |
| ---- | -------------------------- | ------------------------------ | ---------------- | ---- |
| 2005 | 한중 슈퍼모델 선발대회     | 빈칸                           | 빈칸             | 1위  |
| 2006 | SBS 연기대상               | 뉴스타상                       | 게임의 여왕      | 수상 |
| 2012 | MBC 방송연예대상           | 코미디ㆍ시트콤부문 여자 우수상 | 스탠바이         | 수상 |
| 2015 | 제10회 아시아모델시상식    | 패셔니스타상                   | 빈칸             | 수상 |
| 2015 | 제10회 서울 드라마 어워즈  | 뉴트렌드상                     | 빈칸             | 수상 |
| 2019 | 제3회 안양신필름예술영화제 | 대한민국 한류영화배우상        | 빈칸             | 수상 |
| 2025 | 제61회 백상예술대상        | 영화부문 여자 조연상           | 보통의 가족      | 수상 |
| 2025 | 제4회 청룡 시리즈 어워즈   | 여우조연상                     | 경성크리처 시즌2 | 후보 |